# عمرو حمشو
عمرو حمشو، الفارس السوري المولود في دمشق عام 1995م، هو ثاني فارس سوري يتأهل إلى الألعاب الأولمبية وذلك بتأهله إلى أولمبياد باريس 2024. حقق حمشو إنجازات بارزة في رياضة قفز الحواجز، توج خلالها بالعديد من الجوائز والميداليات في مسيرته الرياضية.
في مشواره الدولي، حقق حمشو الميدالية الذهبية في بطولة ألعاب البحر الأبيض المتوسط المقامة في الجزائر عام 2022م، تلا ذلك فوزه بالميدالية البرونزية في دورة الألعاب الآسيوية في عشق آباد، تركمانستان عام 2017م، واحتل المركز الخامس في مسابقة القفز الفردي خلال الدورة التاسعة عشرة للألعاب الآسيوية التي أُقيمت في هانغتشو، الصين، عام 2023م.
مثّل حمشو أيضاً سوريا في الأحداث الكبرى مثل كأس العالم للفروسية الذي أُقيم في لايبزيغ، ألمانيا عام 2022م، وفي كأس العالم للفروسية عام 2014م في نورماندي، فرنسا.
إضافةً إلى ذلك، حقق فوزاً لافتاً في جائزة الجراند بري في الشارقة عام 2018م. مع حصانه لوردانو، حيث حقق أسرع وقت في الجولة الحاسمة. هذا الفوز يُعد من الإنجازات المهمة في مسيرته الرياضية و التي تتضمن مراكز متقدمة في المنافسات الوطنية.
وهو ابن رجل الأعمال السوري محمد حمشو، حيث تم فرض العقوبات عليه من قبل وزارة الخزانة الأمريكية بسبب ذلك.

## المشوار الرياضي
- التأهل إلى أولومبياد باريس 2024، حيث أصبح ثاني فارس سوريا يتأهل إلى الأولمبياد.[16]
- المركز الخامس في دورة الألعاب الآسيوية في هانغتشو الصين 2023.[17]
- المركز الأول (الميدالية الذهبية) مع المنتخب السوري في بطولة ألعاب البحرالأبيض المتوسط في الجزائر 2022.[18]
- المشاركة في كأس العالم للفروسية في لايبزيغ ألمانيا 2022.[19]
- المركز الثالث (الميدالية البرونزية) مع المنتخب السوري في دورة الألعاب الآسيوية في عشق آباد تركمانستان 2017.[20]
- المشاركة في كأس العالم للفروسية في النورمندي 2014.[21]
- كما حصل على العديد من الجوائز الكبرى منها جائزة الشارقة وجائزة العين.[22][23]
- محلياً فاز ببطولة سوريا لأربع مرات إضافة إلى العديد من البطولات المحلية الأخرى.[11][12][13]